# Nozokiana
Nozokiana (ノゾキアナ, Nozoki ana) est un seinen manga écrit et dessiné par Wakō Honna. Le manga a été prépublié dans le Moba Man Magazine de l'éditeur Shōgakukan entre janvier 2009 et février 2013, et a été compilé en un total de treize tomes au 28 février 2013. La version française du manga est publiée par Kurokawa depuis septembre 2012, et les treize tomes ont été édités en septembre 2015.
Un OAV produit par le studio Fantasia est sorti en février 2013, et un film live est sorti en juin 2014.

## Synopsis
L’histoire se passe aux côtés de Tatsuhiko Kido qui s’installe à Tokyo pour intégrer une école d’art. Dans sa nouvelle chambre, il découvre un trou dans le mur qui lui permet de voir secrètement sa jolie voisine. Mais cette dernière possède une photo très compromettante de Tatsuhiko l’obligeant à s’exhiber à son tour. Et comme ci cela ne suffisait pas, sa voisine est également une de ses camarades de classe.

## Les personnages
- Tatsuhiko Kido (城戸　瀧彦 Kido Tatsuhiko)
Doublé par: Daisuke Hirakawa
Interprété par: Atsumi
Le protagoniste masculin. C'est un lycéen en bonne santé qui a déménagé d'une petite ville à Tokyo pour aller dans une école d'Art. Il est naturellement gentil et se soucie de ses amis, mais n'est pas rapide pour oublier les incidents douloureux. Il craint de blesser d'autres personnes piégées dans son jeu d’espionnage avec Emiru. Il aimerait en savoir plus sur lui-même et sur ses sentiments à propos de son étrange relation avec Emiru au cours de ces deux années au sein de l'école d'art.
- Emiru Ikuno (生野　えみる Ikuno Emiru)
Doublée par: Sara Kirigamine
Interprétée par: Chocolat Ikeda
La protagoniste féminine et voisine de Tatuhiko Kido. Elle prend au piège Kido dans ses plans en prenant une photo de lui étendu sur elle, et le force à devenir son partenaire d'espionnage. Elle est manipulatrice et peut lire les intentions des gens, mais il y a une raison pour laquelle elle est si exhibitionniste et froide, et pour laquelle elle colle Kido.
- Yuri Kotobiki (琴引　友里 Kotobiki Yuri)
Doublée par: Mafuyu Hino
Interprétée par: Beni Itoh
C'est la première petite amie de Tatsuhiko. Elle l'aime beaucoup et passe beaucoup de temps à coucher avec lui, mais elle prétend ne pas pouvoir passer les week-ends avec lui à cause de son père strict. Par inadvertance,Tatsuhiko va découvrir la terrible vérité et ce qu'elle fait durant ses week-ends.
- Yonegawa Yoneyama (米山 Yoneyama Yonegawa)
Doublé par: Anchu Mogi
Interprété par: Sū Suzuki
C'est un camarade de classe de Tatsuhiko et son meilleur ami. C'est une personne joyeuse et insouciante et colle souvent Tatsuhiko et Makiko.
- Makiko Terakado (寺門　巻子 Terakado Makiko)
Doublée par: Yuka Hirata
Interprétée par: Ayumi Niijima
Une amie mutuelle et solidaire de Kido, Yoneyama et d'Emiru. Elle est aussi intelligente (SPOILERS) au point de découvrir la relation entre Tatsuhiko et Emiru en regardant le registre du lycée et découvrant qu'ils sont voisins. En visitant la chambre d'Emiru, on découvre qu'elle est lesbienne (ou bisexuelle) et est amoureuse d'Emiru. Elle découvre aussi le trou dans le mur entre la chambre d'Emiru et celle de Tatsuhiko. À la fin de l'histoire, elle se marie et est enceinte de trois mois.
- Makoto Horii (堀井　真 Horii Makoto)
Doublé par: Toru Kinoshita
Une connaissance de Tatsuhiko au début dans les mangas. (SPOILERS) Son obsession pour Emiru le pousse à essayer de la violer. Il prend Tatsuhiko en otage dans sa seconde tentative mais échoue quand Emiru sauve Tatsuhiko en jetant un seau d'essence inflammable sur son gang et en les menaçant avec un briquet. Il a aussi découvert le trou dans le mur, mais a été persuadé de garder le secret.
- Nanami Nomiya (野宮　ナナミ Nomiya Nanami)
Interprétée par: Riri Kuribayashi
Une fille qui travaille avec Kido à la supérette. Elle est révélée être la petite amie de Makoto.
- Shouko Honnami (本並　翔子 Honnami Shouko)
Doublée par: Haruka Toomi
Interprétée par: Rin Ogawa
Une des professeurs de Tatsuhiko qui a 28 ans. (SPOILERS) Kido et Emiru la voient dehors un jour les larmes aux yeux après que son petit ami marié ait mis un terme à sa relation avec elle. Par conséquent, elle tente de séduire Tatsuhiko, mais avec l'aide d'Emiru, il parvient à repousser ses avances et la ramène à la raison.
- Tamako Naruse (成瀬　珠子 Naruse Tamako)
Interprétée par: Ayumi Kimino
Amie d'enfance de Tatsuhiko. C'est une fille joyeuse et dynamique qui fut très proche de Tatsuhiko quand il vivait chez ses parents.
- Chisato Komori (小森　千里 Komori Chisato)
Une fille populaire de la classe, connue pour son apparence enfantine. (SPOILERS) Il est avéré qu'elle déteste Yuri et a l'intention de faire l'amour avec Tatsuhiko pendant le voyage scolaire. Elle échoue car Emiru est là pour interférer dans ses plans.
- Nao Kajiwara (梶原　奈緒 Kajiwara Nao)
Un modèle nu pour le cours de peinture de Tatsuhiko, Yoneyama et Emiru. Tatsuhiko est sûr qu'elle lui est familière. La raison étant que c'est une cliente régulière de l'endroit où il travaille à temps partiel. Elle se lie d'amitié avec Tatsuhiko et Emiru en les voyant dans la supérette. Elle a choisi d'amener Tatsuhiko chez elle parce qu'elle ne pouvait pas supporter l'idée d'attendre seule dans sa maison pour que son ex-petit ami revienne. Son ex-petit ami a promis de revenir dans les 3 mois mais il ne s'est jamais présenté. Elle aide Tatsuhiko avec sa dépression après sa rupture avec Yuri.
- Madoka Watari (亘　まどか Watari Madoka)
La seconde petite amie de Tatsuhiko.

## Manga
Le manga a été prépublié entre janvier 2007 et février 2013 dans le magazine bimensuel Moba Man Magazine. La version française est publiée par Kurokawa.
Une série dérivée nommée Nozo x Kimi (ノゾ×キミ) est prépubliée entre mars 2012 et avril 2015 dans les magazines Shōnen Sunday Super et Weekly Shōnen Sunday,. Le premier volume est sorti le 28 septembre 2012, en même temps que le douzième tome de la série classique,, et la série comporte un total de huit volumes.

### Liste des chapitres
| no | Japonais          | Japonais          | Français          | Français          |
| no | Date de sortie    | ISBN              | Date de sortie    | ISBN              |
| --- | ----------------- | ----------------- | ----------------- | ----------------- |
| 1 | 30 novembre 2009  | 978-4-09-182726-5 | 13 septembre 2012 | 978-2-351-42724-8 |
| Au Japon, une version en couleur (ISBN 978-4-09-184849-9) est sortie le 30 janvier 2013.Liste des chapitres : - Chapitre 1 : Emiru Ikuno - Chapitre 2 : Une nouvelle vie - Chapitre 3 : Une fâcheuse coïncidence - Chapitre 4 : Yuri Kotobiki - Chapitre 5 : Une règle embarrassante - Chapitre 6 : L’Offensive - Chapitre 7 : Makoto Horii - Chapitre 8 : Tu veux vérifier ? - Chapitre 9 : Le Couple mystère - Bonus : Clito-rions un peu                                                                     |                   |                   |                   |                   |
| 2 | 30 décembre 2009  | 978-4-09-182859-0 | 15 novembre 2012  | 978-2-351-42725-5 |
| Au Japon, une version en couleur (ISBN 978-4-09-185306-6) est sortie le 30 mai 2013.Liste des chapitres : - Chapitre 10 : Je te déteste ! - Chapitre 11 : Autant de fois que tu voudras - Chapitre 12 : Shoko Honnami - Chapitre 13 : Un doux mensonge - Chapitre 14 : C’est parfait ! - Chapitre 15 : Nanami Nomiya - Chapitre 16 : Piégé - Chapitre 17 : Pour toujours - Chapitre 18 : Proposition indécente - Bonus : Clito-rions un peu                                                                     |                   |                   |                   |                   |
| 3 | 30 mars 2010      | 978-4-09-182877-4 | 10 janvier 2013   | 978-2-351-42726-2 |
| Au Japon, une version en couleur (ISBN 978-4-09-185330-1) est sortie le 28 juin 2013.Liste des chapitres : - Chapitre 19 : Crise de couple - Chapitre 20 : Coup de chaleur - Chapitre 21 : Drôle de nuit - Chapitre 22 : Une ex encombrante - Chapitre 23 : Deuxième chance - Chapitre 24 : Tamako Naruse - Chapitre 25 : Attention, fragile - Chapitre 26 : Mitsuru Takahata - Chapitre 27 : L’Appât - Bonus : Clito-rions un peu                                                                              |                   |                   |                   |                   |
| 4 | 30 avril 2010     | 978-4-09-183223-8 | 11 avril 2013     | 978-2-351-42727-9 |
| Au Japon, une version en couleur (ISBN 978-4-09-185448-3) est sortie le 30 juillet 2013.Liste des chapitres : - Chapitre 28 : Passage en force - Chapitre 29 : Tu as enfreint la règle ! - Chapitre 30 : Le Gage - Chapitre 31 : Une question de confiance - Chapitre 32 : Chisato Komori - Chapitre 33 : Prête à tout ! - Chapitre 34 : Démasquée - Chapitre 35 : Makiko Terakado - Chapitre 36 : Un nouveau secret - Bonus : Clito-rions un peu                                                               |                   |                   |                   |                   |
| 5 | 30 juillet 2010   | 978-4-09-183449-2 | 4 juillet 2013    | 978-2-351-42728-6 |
| Au Japon, une version en couleur (ISBN 978-4-09-185477-3) est sortie le 30 août 2013.Liste des chapitres : - Chapitre 37 : À quoi vous jouez ?! - Chapitre 38 : Les Larmes - Chapitre 39 : L’Aveu - Chapitre 40 : La Menace - Chapitre 41 : Un nouveau mystère - Chapitre 42 : La Révélation - Chapitre 43 : Je vais tout casser !! - Chapitre 44 : Joyeux anniversaire - Chapitre 45 : La Peur - Bonus : Clito-rions un peu                                                                                    |                   |                   |                   |                   |
| 6 | 30 octobre 2010   | 978-4-09-183605-2 | 10 octobre 2013   | 978-2-351-42729-3 |
| Au Japon, une version en couleur (ISBN 978-4-09-185525-1) est sortie le 30 septembre 2013.Liste des chapitres : - Chapitre 46 : Je suis à toi - Chapitre 47 : Pas question d’arrêter - Chapitre 48 : Acte II - Chapitre 49 : Madoka Watari - Chapitre 50 : Une fois nos études terminées - Chapitre 51 : Le Modèle - Chapitre 52 : Nao Kajiwara - Chapitre 53 : Brise ta coquille - Chapitre 54 : Une question de volonté - Bonus : Clito-rions un peu                                                          |                   |                   |                   |                   |
| 7 | 30 mars 2011      | 978-4-09-183769-1 | 9 janvier 2014    | 978-2-351-42947-1 |
| Au Japon, une version en couleur (ISBN 978-4-09-185726-2) est sortie le 30 octobre 2013.Liste des chapitres : - Chapitre 55 : Désespérée - Chapitre 56 : Deuxième chance - Chapitre 57 : Déclaration de guerre - Chapitre 58 : Nuit d’orage - Chapitre 59 : Je l’aimerai d’avantage - Chapitre 60 : Pensées - Chapitre 61 : Un goût de déjà-vu - Chapitre 62 : L’Aveu - Chapitre 63 : Coupable - Bonus : Clito-rions un peu                                                                                     |                   |                   |                   |                   |
| 8 | 30 juin 2011      | 978-4-09-183875-9 | 10 avril 2014     | 978-2-351-42965-5 |
| Au Japon, une version en couleur (ISBN 978-4-09-185740-8) est sortie le 29 novembre 2013.Liste des chapitres : - Chapitre 64 : L’Intrus - Chapitre 65 : L’Alliance - Chapitre 66 : Ne me quitte pas des yeux - Chapitre 67 : Toi seul m'intéresse - Chapitre 68 : Soupçons - Chapitre 69 : Sous son regard - Chapitre 70 : Rie Ueda - Chapitre 71 : Le Mystère Yoneyama - Chapitre 72 : Complices - Bonus : Clito-rions un peu                                                                                  |                   |                   |                   |                   |
| 9 | 30 septembre 2011 | 978-4-09-184098-1 | 3 juillet 2014    | 978-2-351-42966-2 |
| Au Japon, une version en couleur (ISBN 978-4-09-185820-7) est sortie le 27 décembre 2013.Liste des chapitres : - Chapitre 73 : Le Chantage - Chapitre 74 : L’Aubaine - Chapitre 75 : Obsession - Chapitre 76 : Blessé - Chapitre 77 : Un dernier vœu - Chapitre 78 : Dans toute sa beauté - Chapitre 79 : Trahie - Chapitre 80 : La Haine - Chapitre 81 : Le Désespoir - Bonus : Clito-rions un peu |                   |                   |                   |                   |
| 10 | 30 janvier 2012   | 978-4-09-184340-1 | 9 octobre 2014    | 978-2-351-42967-9 |
| Au Japon, une version en couleur (ISBN 978-4-09-185839-9) est sortie le 30 janvier 2014.Liste des chapitres : - Chapitre 82 : Enfin, je te retrouve - Chapitre 83 : La Visiteuse - Chapitre 84 : Tsugumi Ikuno - Chapitre 85 : Intimité - Chapitre 86 : Un cri du cœur - Chapitre 87 : Traquenard - Chapitre 88 : Face à face - Chapitre 89 : Au bout du rêve - Chapitre 90 : Merci - Bonus : Clito-rions un peu                                                                                                |                   |                   |                   |                   |
| 11 | 30 mai 2012       | 978-4-09-184539-9 | 8 janvier 2015    | 978-2-351-42962-4 |
| Au Japon, une version en couleur (ISBN 978-4-09-186110-8) est sortie le 28 février 2014.Liste des chapitres : - Chapitre 91 : Le Silence - Chapitre 92 : Panique - Chapitre 93 : La Lettre - Chapitre 94 : Souvenirs - Chapitre 95 : L’Heure des choix - Chapitre 96 : La Fin d’une histoire - Chapitre 97 : Retour à la maison - Chapitre 98 : Saki Koizumi - Chapitre 99 : L’Armure - Bonus : Clito-rions un peu                                                                                              |                   |                   |                   |                   |
| 12 | 28 septembre 2012 | 978-4-09-184713-3 | 15 mai 2015       | 978-2-368-52106-9 |
| Au Japon, une version en couleur (ISBN 978-4-09-186160-3) est sortie le 28 mars 2014.Liste des chapitres : - Chapitre 100 : 17 ans - Chapitre 101 : Le Portrait - Chapitre 102 : Soupçons - Chapitre 103 : Mise à nue - Chapitre 104 : La Fin de l’innocence - Chapitre 105 : Retrouvailles - Chapitre 106 : Ne te retourne pas - Chapitre 107 : Plus loin - Chapitre 108 : Et maintenant - Bonus : Clito-rions un peu                                                                                          |                   |                   |                   |                   |
| 13 | 28 février 2013   | 978-4-09-184836-9 | 10 septembre 2015 | 978-2-368-52107-6 |
| Au Japon, une version contenant un OAV (ISBN 978-4-09-941810-6) est sortie le 26 février 2013 et une version en couleur (ISBN 978-4-09-186162-7) le 30 avril 2014.Liste des chapitres : - Chapitre 109 : Prends du plaisir - Chapitre 110 : Juste pour cette nuit - Chapitre 111 : Le fil du passé - Chapitre 112 : Guide-moi - Chapitre 113 : Le miracle - Chapitre 114 : Pour toujours - Chapitre 115 : Prends-moi - Chapitre 116 : Les adieux - Chapitre 117 : De l'autre côté du mur - Bonus : Merci à tous |                   |                   |                   |                   |

## Anime
Une adaptation en anime a été annoncée par l'éditeur Shōgakukan. Il s'agit d'un OAV sorti avec le 13e et dernier tome du manga le 28 février 2013. Une édition Blu-ray est ensuite sortie en mai 2013 et contient plusieurs scènes supplémentaires.
L'adaptation en OAV de la série dérivée Nozo x Kimi a également été annoncée en mai 2014. Le premier épisode est sorti le 12 août 2014 avec l'édition limitée du tome 4, le deuxième le 14 novembre 2014 avec l'édition limitée du tome 5 et le troisième le 16 février 2015 avec l'édition limitée du tome 6.

## Film en prise de vues réelles
Une adaptation en film en prise de vues réelles a été annoncée en mars 2014. Celui-ci est sorti dans les salles japonaises le 28 juin 2014 puis en DVD le 2 juillet 2014.

## Accueil
Au Japon, les douze premiers tomes ont été vendus à plus de 1 400 000 exemplaires.

#### Édition japonaise
1. 1 2  (ja) « Tome 1 »(Archive.org • Wikiwix • Archive.is • Google • Que faire ?), sur Shōgakukan.
2. ↑  (ja) « Tome 1 – Édition couleur »(Archive.org • Wikiwix • Archive.is • Google • Que faire ?), sur Shōgakukan.
3. 1 2  (ja) « Tome 2 »(Archive.org • Wikiwix • Archive.is • Google • Que faire ?), sur Shōgakukan.
4. ↑  (ja) « Tome 2 – Édition couleur »(Archive.org • Wikiwix • Archive.is • Google • Que faire ?), sur Shōgakukan.
5. 1 2  (ja) « Tome 3 »(Archive.org • Wikiwix • Archive.is • Google • Que faire ?), sur Shōgakukan.
6. ↑  (ja) « Tome 3 – Édition couleur »(Archive.org • Wikiwix • Archive.is • Google • Que faire ?), sur Shōgakukan.
7. 1 2  (ja) « Tome 4 »(Archive.org • Wikiwix • Archive.is • Google • Que faire ?), sur Shōgakukan.
8. ↑  (ja) « Tome 4 – Édition couleur »(Archive.org • Wikiwix • Archive.is • Google • Que faire ?), sur Shōgakukan.
9. 1 2  (ja) « Tome 5 »(Archive.org • Wikiwix • Archive.is • Google • Que faire ?), sur Shōgakukan.
10. ↑  (ja) « Tome 5 – Édition couleur »(Archive.org • Wikiwix • Archive.is • Google • Que faire ?), sur Shōgakukan.
11. 1 2  (ja) « Tome 6 »(Archive.org • Wikiwix • Archive.is • Google • Que faire ?), sur Shōgakukan.
12. ↑  (ja) « Tome 6 – Édition couleur »(Archive.org • Wikiwix • Archive.is • Google • Que faire ?), sur Shōgakukan.
13. 1 2  (ja) « Tome 7 »(Archive.org • Wikiwix • Archive.is • Google • Que faire ?), sur Shōgakukan.
14. ↑  (ja) « Tome 7 – Édition couleur »(Archive.org • Wikiwix • Archive.is • Google • Que faire ?), sur Shōgakukan.
15. 1 2  (ja) « Tome 8 »(Archive.org • Wikiwix • Archive.is • Google • Que faire ?), sur Shōgakukan.
16. ↑  (ja) « Tome 8 – Édition couleur »(Archive.org • Wikiwix • Archive.is • Google • Que faire ?), sur Shōgakukan.
17. 1 2  (ja) « Tome 9 »(Archive.org • Wikiwix • Archive.is • Google • Que faire ?), sur Shōgakukan.
18. ↑  (ja) « Tome 9 – Édition couleur »(Archive.org • Wikiwix • Archive.is • Google • Que faire ?), sur Shōgakukan.
19. 1 2  (ja) « Tome 10 »(Archive.org • Wikiwix • Archive.is • Google • Que faire ?), sur Shōgakukan.
20. ↑  (ja) « Tome 10 – Édition couleur »(Archive.org • Wikiwix • Archive.is • Google • Que faire ?), sur Shōgakukan.
21. 1 2  (ja) « Tome 11 »(Archive.org • Wikiwix • Archive.is • Google • Que faire ?), sur Shōgakukan.
22. ↑  (ja) « Tome 11 – Édition couleur »(Archive.org • Wikiwix • Archive.is • Google • Que faire ?), sur Shōgakukan.
23. 1 2  (ja) « Tome 12 »(Archive.org • Wikiwix • Archive.is • Google • Que faire ?), sur Shōgakukan.
24. ↑  (ja) « Tome 12 – Édition couleur »(Archive.org • Wikiwix • Archive.is • Google • Que faire ?), sur Shōgakukan.
25. 1 2  (ja) « Tome 13 »(Archive.org • Wikiwix • Archive.is • Google • Que faire ?), sur Shōgakukan.
26. ↑  (ja) « Tome 13 + OAV »(Archive.org • Wikiwix • Archive.is • Google • Que faire ?), sur Shōgakukan.
27. ↑  (ja) « Tome 13 – Édition couleur »(Archive.org • Wikiwix • Archive.is • Google • Que faire ?), sur Shōgakukan.

#### Édition française
1. 1 2  « Tome 1 », sur Kurokawa.
2. 1 2  « Tome 2 », sur Kurokawa.
3. 1 2  « Tome 3 », sur Kurokawa.
4. 1 2  « Tome 4 », sur Kurokawa.
5. 1 2  « Tome 5 », sur Kurokawa.
6. 1 2  « Tome 6 », sur Kurokawa.
7. 1 2  « Tome 7 », sur Kurokawa.
8. 1 2  « Tome 8 », sur Kurokawa.
9. 1 2  « Tome 9 », sur Kurokawa.
10. 1 2  « Tome 10 », sur Kurokawa.
11. 1 2  « Tome 11 », sur Kurokawa.
12. 1 2  « Tome 12 », sur Kurokawa.
13. 1 2  « Tome 13 », sur Kurokawa.